# Конан IV (герцог Бретани)
Конан IV Младший (брет. Konan IV, фр. Conan IV dit le Petit; около 1138 — 20 февраля 1171) — герцог Бретани, граф Ренна и граф Ричмонд с 1146 года. Сын Алена Чёрного, графа Ричмонда, и Берты, герцогини Бретани.

## Биография
В 1146 году скончался отец Конана Ален Чёрный, после чего он стал графом Ричмонд.
На смертном одре в 1148 году дед Конана Конан III отрекся от сына Хоэля на том основании, что отрицал своё отцовство над ним. Затем он сделал наследником самого Конана IV, который был сыном дочери Конана III Берты, назначив ему наместником Эда II, графа де Пороэт. Хоэлю пришлось довольствоваться графством Нант, так как он отказался от претензий на герцогство Бретань в том же году.
На самом деле Эд практически полностью захватил власть в герцогстве в свои руки. В 1154 году Конан IV попытался вернуть себе власть, но потерпел поражение, и был вынужден искать убежище в Англии у короля Генриха II, который подтвердил за ним владение графством Ричмонд, которое он унаследовал от отца. Графство приносило ему доход с земли в Йоркшире.
Конан также получил военную поддержку от короля и стал одним из феодалов Англии, но его вассальное положение в этом государстве спровоцировало восстание дворян в его поддержку, которое привело к изгнанию и низложению Эда, тогда как Конан вернулся Англии.
Конан IV был провозглашен герцогом в 1156 году, однако в том же году в графстве Нант вспыхнуло восстание против графа Хоэля III. Воспользовавшись этим, Жоффруа VI, граф Анжу и Мэна, брат Генриха II, вторгся в Нант и при поддержке местного населения был провозглашён графом Нанта, хотя через два года скончался. После его смерти Нант был отвоёван Конаном IV, однако вскоре был вынужден уступить Генриху II.
В 1158 году скончалась мать Конана Берта, после чего он стал графом Ренна.
В 1160 году с благословения короля Англии, Конан женился на Маргарите, дочери графа Хантингдона Генриха. Вскоре родилась Констанция, и в возрасте 4 лет вышла замуж за третьего сына короля Генриха II, Жоффруа II Плантагенета, которому в то время было 8 лет.
Эд де Пороэт поднял новое восстание, окончившееся успешно, и предложил Генриху II под предлогом вторжения в Бретань с армией, принял его в Жослене в 1168 году. Генрих II оставался в Пороэте до последнего восстания в 1173 году в графстве Пентьевр. Эд скончался либо раньше этой даты, в 1170 году, либо после 1173.
Генрих II, не потерпев беспорядков в герцогстве, в частности, нарушений, нанесенных морской торговле между своими владениями (Северная и Южная Англия), обвинил в них Конана. Последний был вынужден отречься от престола в 1166 году в пользу Жоффруа II, а в 1167 году передал графство Ренн Генриху II. В связи с малолетством последнего, Генрих II был признан опекуном герцогства, до достижения его сыном совершеннолетия.
Конан не удержал и Генган, и скончался через четыре года после своего отречения. Он был похоронен в аббатстве Бегар.

## Брак и дети
Жена: с 1160 или ранее: Маргарита Хантингдонская (1141—1201), дочь Генриха Шотландского, графа Хантингдона. Дети:
- Констанция (около 1161 — 5 сентября 1201, Нант), — герцогиня Бретани с 1166